# Eduardo Girão
Luís Eduardo Grangeiro Girão (Fortaleza, 25 de setembro de 1972) é um político brasileiro, cearense, atualmente senador, filiado ao Partido Novo (NOVO). Ele atua como membro do Senado Brasileiro desde 2019, representando o estado do Ceará, tendo sido eleito com 1.325.786 votos para o respectivo mandato de oito anos até 2026.
Anteriormente, Eduardo Girão fora empresário, atuando nas áreas de hotelaria, transporte de valores e segurança privada. 
Em 2004, fundou a Associação Estação da Luz, entidade sem fins lucrativos de atuação na área social e responsável por produções audiovisuais do cinema brasileiro tais como Chico Xavier - o filme, Divaldo: O Mensageiro da Paz, As Mães de Chico Xavier, Bezerra de Menezes: O Diário de um Espírito, entre outros.
Em 2017, assumiu a presidência do Fortaleza Esporte Clube.

## Senador pelo Ceará
Disputando pela primeira vez um cargo eletivo nas eleições estaduais no Ceará em 2018, concorreu a uma das duas vagas em disputa de senador pelo Ceará. Após disputa acirrada contra Eunício Oliveira (MDB), então presidente do Congresso Nacional e candidato à reeleição, Girão elegeu-se como o segundo mais votado - o primeiro foi o ex-governador Cid Gomes (PDT).
Dentre as suas propostas, encontra-se a redução do número de deputados federais, de 513 para 300, objetivando gerar, assim, economia aos contribuintes.
Em junho de 2019, votou contra o Decreto das Armas do governo, que flexibilizava porte e posse para o cidadão.
Em março de 2021, foi autor de um requerimento pela instalação de uma comissão parlamentar de inquérito (CPI), no Senado Federal, que investigasse a União, estados e municípios por eventuais irregularidades no uso de recursos federais destinados ao combate à pandemia de COVID-19 no Brasil. O requerimento obteve o apoio de 45 senadores e, em 13 de abril, o presidente do Senado, Rodrigo Pacheco, criou oficialmente a CPI, unindo o requerimento de Girão ao pedido de CPI feito anteriormente pelo senador Randolfe Rodrigues, que previa investigação exclusiva sobre o governo federal.

## Atividade parlamentar
Em novembro de 2020, Eduardo Girão assumiu a vice-presidência do Grupo Parlamentar Brasil-ONU, formado por deputados federais e senadores que deliberam sobre as relações do Congresso Nacional brasileiro com a Organização das Nações Unidas. Ele também integra outros grupos parlamentares dedicados a relações bilaterais entre países, como o Grupo Parlamentar Brasil - Emirados Árabes, Grupo Parlamentar Brasil - Coreia do Sul e o Grupo Parlamentar Brasil - Paraguai.
No Senado Federal, Eduardo Girão é membro titular das seguintes comissões:
- Comissão de Direitos Humanos e Legislação Participativa;
- Comissão de Assuntos Sociais;
- Comissão de Constituição, Justiça e Cidadania;
- Comissão Parlamentar de Inquérito (CPI) da Pandemia.

Também no Senado, Eduardo Girão integra o grupo Muda Senado, descrito pelos próprios integrantes como grupo de senadores que defende medidas duras de combate à corrupção na política brasileira, apoiam a Operação Lava Jato e lutam pela reforma do Poder Judiciário.

## Críticas ao STF
Eduardo Girão critica com frequência decisões tomadas pelo Supremo Tribunal Federal. Em outubro de 2020, votou contra a indicação do então desembargador Kassio Nunes Marques para assumir uma das vagas no tribunal. Em diferentes ocasiões, defendeu o que chama de CPI da Lava Toga, em referência ao requerimento pela instalação de uma comissão parlamentar de inquérito, mas direcionada a apurar supostos crimes cometidos por membros do Poder Judiciário. Em março de 2021, lamentou a decisão da Corte pela suspeição do ex-juiz da Operação Lava Jato, Sergio Moro. No mesmo mês, defendeu publicamente o impeachment do ministro do STF Alexandre de Moraes.

## Desempenho eleitoral
| Ano  | Eleição                | Partido | Cargo    | Votos     | %      | Resultado  | Ref    |
| ---- | ---------------------- | ------- | -------- | --------- | ------ | ---------- | ------ |
| 2018 | Estaduais no Ceará     | PROS    | Senador  | 1.325.786 | 17,09% | Eleito     | [ 17 ] |
| 2024 | Municipal de Fortaleza | NOVO    | Prefeito | 14.878    | 1,06%  | Não eleito | [ 18 ] |